# Virginia Auber Noya
Virginia Felicia Auber de Noya (La Coruña, 1825-Madrid, 1897) fue una escritora del Romanticismo español.

## Biografía
Era hija de Pedro Alejandro Auber (de origen francés y nacionalizado español) y de Walda de Noya, gallega.  Su padre era profesor y en el año 1833 ocupó una cátedra en la Universidad de La Habana, razón por la cual la familia residió en Cuba hasta 1893 y también por la condición de catedrático de su padre, Virginia recibió, pese a su condición de mujer, una esmerada educación humanista.
Fue una escritora precoz (a los dieciocho años de edad ya tenía libros publicados) que además alcanzó prestigio y consideración en su época, llegando a tener en propiedad un teatro en La Habana. Además de su faceta como escritora Virginia Felicia Auber también ejerció como traductora en el Diario de La Habana, realizó colaboraciones en el Diario de la Marina de La Habana, firmando unos folletines dominicales con el título de «Ramillete Habanero» bajo su segundo nombre «Felicia»; colaboraciones en la Revista Universal, de La Coruña; en El Correo de la Moda y Los Niños, de Madrid; y en La Madre de Familia, de Granada. También fue colaboradora del periódico quincenal fundado por Gertrudis Gómez de Avellaneda Álbum de lo bueno y lo bello, proporcionando dos artículos al mes. Murió «anciana y olvidada» el 20 de marzo de 1897 en Madrid.

## Obra
Se puede decir que Virginia Felicia Auber es una típica escritora del Romanticismo español, ya que siguió los tópicos tanto referidos al argumento como a las formas de la novela histórica romántica. Entre sus obras destacamos:
- Entretenimientos literarios, narraciones breves, La Habana: Gobierno de Cuba, 1843;[2]
- Una historia bajo los árboles. Novela;[2]
- Wilhermina;
- Un aria de Bellini, novela de 1843;[2][7]
- Leoncio;
- Un casamiento original, impreso en la Imprenta del Gobierno de  La Habana entre 1843-1844;
- Una habanera, impreso en la Imprenta del Gobierno de  La Habana en 1851;
- Otros tiempos, Imprenta del Diario de la Marina, La Habana 1856;
- El aguinaldo de Luisa Molina, impreso en Matanzas, 1856;
- Ambarina. Tomo I : historia doméstica cubana, impreso en la Imprenta del Diario de la Marina, Las Habana, 1858;[8]
- Un amor misterioso. Episodio de la Revolución francesa en 1793;
- El castillo de la loca Teresa. Novela.[2]

Una obra suya  que no se ha mencionado hasta ahora fue la obra teatral Una deuda de gratitud. Se trata de una comedia en un acto de enredos amorosos (en la que el personaje femenino de la criada es la que resuelve todos los entuertos de los otros protagonistas), escrita en prosa, que se estrenó, en el teatro propiedad de la autora, el día 28 de marzo de 1846 y se publicó ese mismo año en la  Imprenta del Gobierno, en La Habana.